# Пламен Павлов
Пла́мен Па́влов — (болг. Пламен Павлов) (нар. 12 липня 1958, Болгарія) — болгарський історик, поет, журналіст, телеведучий.
Викладає історію Візантії, балканських країн в період IV—XV ст. в університеті ім. Кирила та Мефодія — Велико-Тирново, професор, доктор історії. Бере участь в різних форумах болгарських організацій за кордоном (Україна, Молдова, Чехія, США, Румунія та ін .). Є сценаристом і консультантом кількох документальних фільмів, присвячених історії Болгарії і долі болгарської діаспори. Автор-ведучий передачі про історію і культуру «Година по Болгарії» на Національному телеканалі «Скат». Ініціатор і учасник різноманітних наукових, культурних і суспільних проектів: «Болгари в Північному Причорномор'ї», «Онглос», «Всесвітня Асоціація Болгарія» та ін. У 1998—2002 рр. Пламен Павлов очолював Державне агентство болгар за кордоном.